# Странг, Сэмми
Сэмюэл Странг Никлин (англ. Samuel Strang Nicklin, 16 декабря 1876, Чаттануга, Теннесси — 13 марта 1932, там же) — американский бейсболист. Играл на позициях игрока второй и третьей баз. С перерывом выступал в Главной лиге бейсбола с 1896 по 1908 год. Победитель Мировой серии 1905 года в составе «Нью-Йорк Джайентс».

## Биография

### Ранние годы
Сэмюэл Странг Никлин родился 16 декабря 1876 года в Чаттануге. Он был третьим из четырёх детей в богатой семье Джона Бейли и Элизабет Кейлор Никлинов. Его отец владел аптекой, был банкиром, а с 1887 по 1889 год занимал пост мэра Чаттануги. Кроме того Джон Никлин был энтузиастом бейсбола и активно продвигал его в южных штатах. В течение нескольких лет он был президентом Южной лиги.
Сэмюэл Никлин также с детства любил бейсбол. Подростком он выступал за городские любительские команды. Весной 1895 года он принимал участие в выставочном матче против «Цинциннати Редс», первой профессиональной бейсбольной команды в США. В течение двух лет Никлин играл за команды из Ашвилла, Ноксвилла, Мэдисонвилла и Линчберга. В 1896 году он сыграл четырнадцать матчей на позиции шортстопа за «Луисвилл Колонелс», занимавших последнее место в Национальной лиге. Девятнадцатилетний Никлин был самым молодым игроком лиги и выделялся своей скоростью.
В эти же годы Никлин учился в университете Северной Каролины и университете Теннесси. В обоих учебных заведениях он был звездой команд по бейсболу и американскому футболу. В 1898 году во время испано-американской войны он находился на военной службе. В рядах 3-го Теннессийского добровольческого пехотного полка Никлин дослужился до звания первого лейтенанта.

### Карьера в Главной лиге бейсбола
В 1899 году Никлин решил заниматься бейсболом профессионально. Хотя его отец и был поклонником игры, родители не одобрили решение сына, посчитав такую карьеру недостойной для молодого человека с высшим образованием. В течение двух лет он играл за различные команды под вымышленными именами. В 1900 году по рекомендации скаута Теда Салливана контракт ему предложил клуб «Чикаго Орфанс». Игроком Главной лиги бейсбола он стал под псевдонимом Сэмми Странг. В своём дебютном сезоне он сыграл в 27 матчах, отбивая с показателем 28,4 %. В межсезонье его обменяли в «Нью-Йорк Джайентс».
Сезон 1901 года Странг начал как один из самых многообещающих молодых игроков. К началу июня он был лучшим бьющим в лиге с эффективностью 42,0 %. В дальнейшем его результативность начала снижаться. В защите на второй и третьей базе он также играл нестабильно. В августе Странга даже отстраняли от матчей и оштрафовали на 50 долларов за плохую игру. Ходили слухи о том, что он злоупотреблял алкоголем. По итогам сезона он стал третьим с 40 украденными базами, но при этом входил в число трёх худших игроков лиги по количеству получаемых страйкаутов и ошибок в защите.
В 1902 году Джордж Дэвис, назначенный играющим тренером клуба «Чикаго Уайт Сокс», убедил Чарльза Комиски предложить Странгу контракт. В марте он тренировал команду Технологического института Джорджии, а затем присоединился к команде. В сезоне 1902 года Странг играл за «Уайт Сокс» на третьей базе и был первым бьющим команды. Его показатель отбивания составил 29,5 %, он входил в число лидеров Американской лиги по числу ранов, уоков и украденных баз. При этом Странг получил больше всех страйкаутов и допустил 62 ошибки. В концовке чемпионата после одной из ошибок, стоивших команде победы, он подрался с Комиски и вскоре был отчислен. В октябре Странг успел сыграть три матча в составе «Орфанс», а затем подписал контракт с «Бруклин Супербас».
В составе «Бруклина» в 1903 году ему удалось улучшить свою игру в защите и стать одним из самых популярных игроков команды. Странг всё ещё играл нестабильно, но его показатель отбивания по итогам сезона составил 27,2 %. С 46 украденными базами он разделил третье место в Национальной лиге с Хонусом Вагнером. В 1904 году он много болел и принял участие всего в 77 матчах. Показатель отбивания Странга упал до 19,2 %. Он набрал лишний вес и снова ошибался, а также регулярно нарушал командные правила. В сентябре главный тренер «Супербас» Нед Хенлон принял решение отчислить Странга. Сразу после этого тот снова оказался в «Джайентс».
Весной 1905 года он набрал хорошую форму. Во время сборов тренеры команды фиксировали время, за которое игрок после банта добегает до первой базы. Странг с результатом 3,4 секунды разделил третье место с Майком Донлином, одним из самых быстрых игроков лиги. По ходу сезона в Джайентс использовали скорость Странга, выпуская его на позицию аутфилдера. Также он играл на второй базе и других позициях в инфилде. Главный тренер Джон Макгро задействовал его и в роли пинч-хиттера, что тогда было для лиги в новинку. К концу сезона показатель отбивания Странга составлял 25,9 %. «Джайентс» выиграли чемпионат Национальной лиги, а затем и Мировую серию. В финале он вышел на поле во втором матче и получил страйкаут.
Лучший в карьере сезон Странг провёл в 1906 году, когда занял четвёртое место в лиге с показателем отбивания 31,9 %. Через год этот показатель снизился до 25,2 %, но в каждом из сезонов он выбил по четыре хоум-рана, что в те времена было редкостью. Кроме того, Странг часто зарабатывал уоки, благодаря чему его показатель прохода на базу был одним из лучших в лиге. Последним в Главной лиге бейсбола для него стал сезон 1908 года. Его Странг начал не слишком удачно. Уже в июне Макгро обменял игрока в команду Восточной лиги «Балтимор Ориолс». В нью-йоркской прессе, которая очень доброжелательно относилась к нему, написали, что клуб обменял некоего Никлина, так как под этим именем игрок был менее известен. В составе «Ориолс» Странг играл до августа 1910 года.

### Жизнь вне бейсбола
Вне поля увлечения Странга отличались разнообразием. Он любил петь и по настоянию своего друга, певца Оскара Сигла, ездил в Париж, где брал уроки у известного тенора Яна Решке. Также Странг вёл юмористическую колонку в газете, принадлежавшей его отцу. Одно межсезонье он провёл, работая шофёром. Заинтересовало его и воздухоплавание. Странг даже арендовал в Гарлеме помещение под мастерскую, чтобы построить дирижабль. Ещё одним его хобби была охота на лис.

### Карьера тренера
В 1909 году Странг начал тренерскую карьеру, возглавив бейсбольную команду Военной академии США в Вест-Пойнте. На этом посту он работал до 1917 года. Под его началом команда выиграла 71,1 % своих матчей. По состоянию на 2014 год этот результат был рекордным для тренеров армейских команд по бейсболу. Среди игроков, с которыми работал Странг, были будущие генералы армии США Омар Брэдли, Джейкоб Диверс, Лиланд Хоббс, Роберт Нейланд и другие.
В 1917 году бейсбольный сезон был прерван вступлением США в Первую мировую войну. Странг также поступил на военную службу и был направлен во Францию. В звании капитана он служил в 324-м пехотном полку. После возвращения он отказался от предложения снова работать в Военной академии, заняв посты президента и главного тренера команды «Чаттануга Лукаутс». Ей он посвятил восемь лет жизни.
В январе 1927 года Странг попал в автомобильную аварию и потерял правый глаз. Летом он продал свою долю в клубе за 75 тысяч долларов и вышел на пенсию. Вместе с двумя братьями он жил в семейном доме в Чаттануге. Он скончался 13 марта 1932 года в возрасте 55 лет от перфоративной язвы желудка. Странга похоронили на Чаттанугском национальном кладбище. Десятого июля в его честь был проведён матч, который посетил комиссар Главной лиги бейсбола Кенисо Маунтин Лэндис. На стадионе Энгел была открыта мемориальная доска.